# Университет Париж XII Валь-де-Марн
Университет Париж 12 Валь де Марн — французский государственный университет, один из 13 парижских университетов, основанных после майских событий 1968 года. Расположен в городе Кретее.

## История
Университет основан 21 марта 1970 года после расформирования Парижского университета. Сначала в университете только факультет медицины, экономики и права. В 1972—1985 годах открываются факультеты литературы, гуманитарных наук, технологий и менеджмента.

## Структура
Университет состоит из 7 факультетов, Института администрации предприятий, Института эрготерапии, Подготовительного Административного института, Института урбанизации, Высшая школа Монсури, Высшая школа прикладной информатики в области менеджмента.

### Факультеты
- Факультет медицины
- Факультет администрирования и интернационального обмена
- Факультет литературы и гуманитарных наук
- Факультет экономики и менеджмента
- Факультет педагогики, социальных наук и физической культуры
- Факультет права
- Факультет точных наук и технологий